# ソフトランディング (TDR)
- ディズニーパーク > 東京ディズニーリゾート > 東京ディズニーランド
  - トゥモローランド > ソフトランディング (TDR)
  - 東京ディズニーランドのレストランの一覧 > ソフトランディング (TDR)

ソフトランディング（Soft Landing）は、東京ディズニーランド(TDL)のトゥモローランドにあるレストランの一つ。

## 概要
| ソフトランディング (TDR) | ソフトランディング (TDR) |
| ------------------------ | ------------------------ |
| オープン日               | 1989年7月7日             |
| スポンサー               | 明治                     |
| タイプ                   | カウンターサービス       |
| 座席数                   | なし                     |
| PS                       | 対象外                   |

ソフトランディングは様々なソフトクリームを販売しているソフトクリーム専門店。スポンサーは明治（旧明治乳業）。ソフトクリームは夏場の商品であるため、夏場は開店している時間が長く、冬場は短い。冬場にいたっては4時間ほどしか開店していない日もある。
このレストランがある場所は、「スター・ツアーズ」の出口を右に曲がったところにあり、2階に位置しており周りに目印も何も無く、非常に分かりづらい場所にある。そのため、最近は東京ディズニーランドで配布されるガイドマップには「ソフトランディング（2F）」と2階に位置していることを示す表記がなされるようになった。
公式なデータでは座席数はなしとなっているが、一応カウンター前にはベンチがある。
"ソフトランディング"とは軟着陸の意。